# Bónus Tibor
Bónus Tibor (Szentes, 1972. március 1. –) irodalomtörténész, irodalomkritikus, egyetemi docens.

## Életpályája
1990-ben érettségizett a szentesi Horváth Mihály Gimnáziumban. 1996-ban végzett a Kossuth Lajos Tudományegyetem magyar-francia szakán. 1996 és 1999 között az MTA Irodalomtudományi Intézet tudományos segédmunkatársaként dolgozott. 
1999 és 2002 között a párizsi Université Sorbonne Nouvelle Paris 3 magyar lektora. 1999-től az ELTE BTK Összehasonlító Irodalom- és kultúratudomány Tanszék oktatója. 1999-től 2007-ig egyetemi tanársegéd. 2007-től 2014-ig egyetemi adjunktus. 2014 óta egyetemi docens. 1995 óta az Általános Irodalomtudományi Kutatócsoport (ÁITK) tagja. 2011-ben habilitált. 2019-ben az MTA doktora lett. 2007 és 2010 között a MAB Irodalomtudomány Bizottságában dolgozott.
1995 októberében a JAK Tanulmányi Napokon felolvasott és 1996-ban a Jelenkorban megjelentetett előadása nyomán bontakozott ki az ún. Kritika-vita. 
1999 óta nős, két lány édesapja.

## Művei

### Önálló kötetei
- Diskurzusok összjátéka. Irodalmi olvasásmódok, Balassi, Budapest, 2001.
- Garaczi László, Kalligram, Pozsony, 2002.
- A csúf másik. A saját idegenségének irodalmi antropológiájáról (Kosztolányi Dezső: Pacsirta), Ráció, Budapest, 2006.
- Az irodalom ellenjegyzései. Írások kortárs magyar irodalmárokról, Ráció, Budapest, 2012.
- A másik titok. Kosztolányi Dezső: Édes Anna, Kortárs, 2017.
- Élő halál. Gyász, hagyaték és túlélet József Attilánál, Kortárs, 2024.

### Szerkesztett, társszerkesztett kötetek
- Karinthy Frigyes, Így írtok ti, Unikornis, 1999. (Válogatás, szöveggondozás, utószó)
- Látókörök metszése. Írások Szegedy-Maszák Mihály 60. születésnapjára, Gondolat, Budapest, 2003.
- Intézményesség és kulturális közvetítés, Ráció, 2005.
- Kulturális közegek. Médiumok a 20. század első felében Magyarországon, Ráció, 2005.
- Az olvasás rejtekútjai. Műfajiság, kulturális emlékezet és medialitás a 20. századi magyar irodalomtudományban, Ráció, Budapest, 2007.
- A hermeneutika vonzásában. Kulcsár Szabó Ernő 60. születésnapjára, Ráció, Budapest, 2010.
- A forradalom ígérete? Történelmi és nyelvi események kereszteződése, Ráció, Budapest, 2014.
- Hatástörténések. Tanulmányok Kulcsár Szabó Ernő 70. születésnapjára, Ráció, Budapest, 2020.
- Prózára hangolva. A 20-21. századi elbeszélő próza a magyar és a világirodalomban, Eötvös Kiadó, Budapest, 2023.

## Díjai
- Alföld Stúdió Díj (1995)
- Alföld-díj (2010)